# A-7 (motor de foguete)

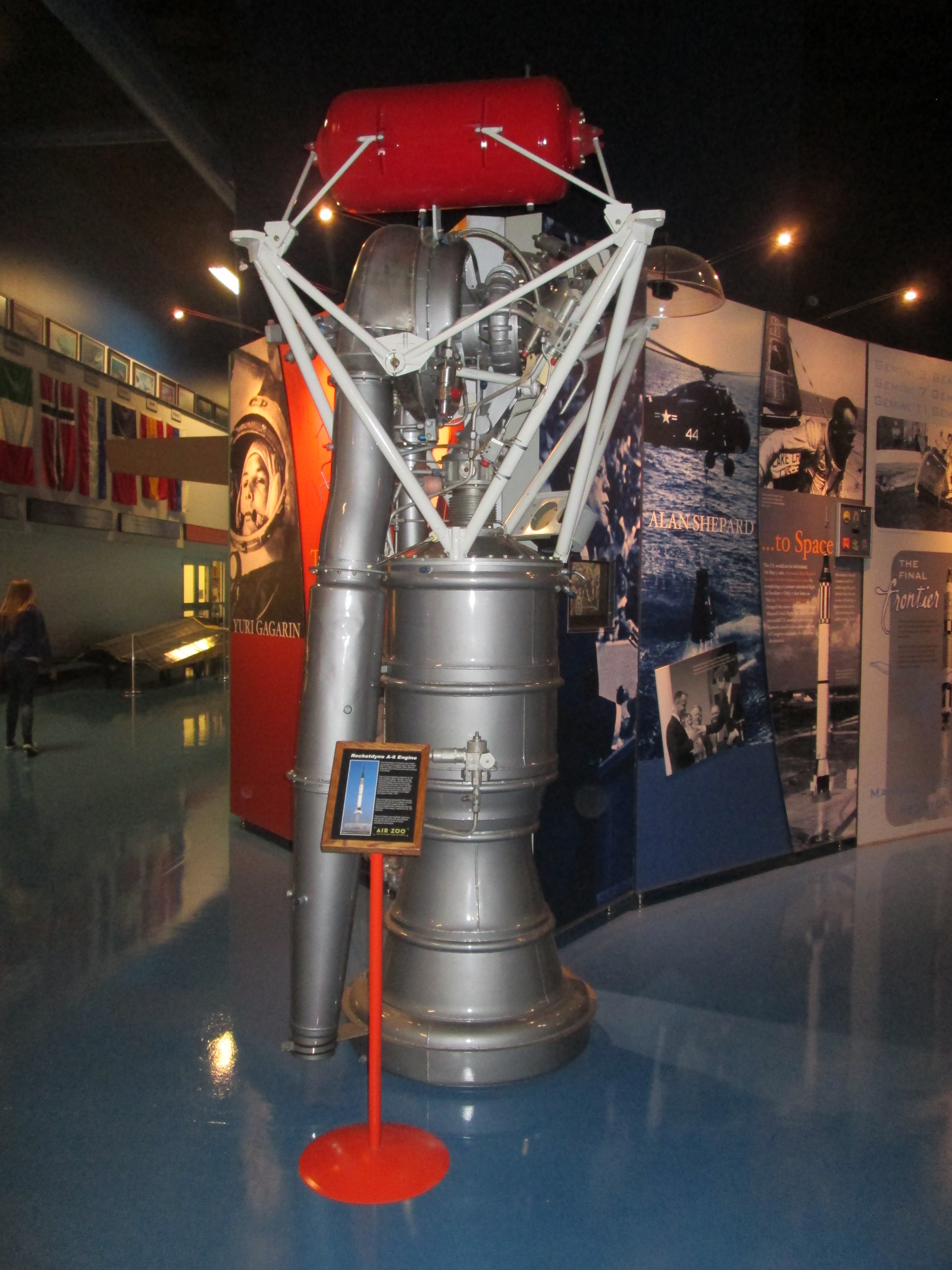
Um exemplar do motor A-7 no museu Air Zoo, em Kalamazoo, Portage, Michigan.

O motor de foguete A-7 ou NAA 75-110, também conhecido como "motor Redstone", foi a versão final de um projeto do departamento de propulsão da NAA, visando criar um motor para o míssil de cruzeiro SM-64 Navaho. Como esse foi o primeiro grande motor de foguete produzido pela NAA, seus engenheiros decidiram chamar esse modelo internamente por: série "A".
Quando Wernher von Braun foi chamado para uma consultoria ainda na fase de projeto, o motor estava em sua quarta iteração, portanto "A-4", e von Braun achou interessante que naquele momento a NAA usava a mesma nomenclatura do motor da V-2. Não foi à toa portanto, que von Braun tenha escolhido esse motor para o míssil Redstone que a equipe dele estava desenvolvendo no Redstone Arsenal.
Assim como o motor da V-2, o motor Redstone era fabricado com aço e apresentava uma construção de duas paredes. Ele queimava álcool etílico a 75% que era injetado entre as paredes da câmara de combustão para resfriamento regenerativo. A principal diferença física era o fato de o topo da câmara de combustão com seus injetores tríplos (dois canais de combustível e um de oxidante), ser plano e não esférico como na V-2, o que simplificava enormemente a tubulação do motor.
O A-7 gerava um empuxo de 369 kN, isp de  235 s, pressão na câmara de 2,19 MPa, com 1,7 m de diâmetro, pesava 870 kg.
Apesar de não ter sido produzido em massa, podemos dizer que foram produzidas em série, apenas duas das versões desse motor: a A-6, com dois tubos que conduziam o combustível da turbobomba para a base da câmara de combustão; enquanto a A-7, passou a usar um único tubo de diâmetro maior para essa finalidade.

## Versões
Eis a lista de todas as versões do motor NAA 75-110.
- A-1: Versão protótipo. Duas foram construídas e voaram nos Redstone RS-1 e RS-2.
- A-2: Foi adicionado um indutor na bomba de LOX para evitar a cavitação. Três foram construídos e voaram do RS-3 ao RS-5.
- A-3: Cinco foram construídos e voaram do RS-8 ao RS-12.
- A-4: Primeiro voo no RS-18 em 14 de março de 1956. Foi o primeiro a voar num Redstone fabricado pela Chrysler. Introduziu um controle parcial de pressão do empuxo, e mais tarde um controle total da pressão do empuxo, além de usar pela primeira vez o combustível chamado "Hydyne"[nota 1] (desenvolvido pela Rocketdyne), que se tornou padrão no lugar do álcool.
- A-5: Versão que não chegou a voar.
- A-6: Versão produzida e utilizada a partir de 2 de outubro de 1957.
- A-7: Versão produzida e utilizada a partir de 24 de junho de 1958. Foi essa a versão utilizada no veículo lançador Mercury-Redstone